# Chiamata di emergenza
La chiamata d'emergenza è un tipo di comunicazione effettuata per segnalare la presenza di una situazione di pericolo; di norma è effettuata con un telefono e le autorità hanno stabilito in qualsiasi parte del mondo particolari numeri telefonici di emergenza.

## Telefono
Per segnalare una emergenza e richiedere soccorso, si possono chiamare:
- "112" può essere utilizzato in tutti i paesi dell'Unione europea e su un telefono cellulare GSM.
- Vari numeri in Europa
- "999" nel Regno Unito e in molte nazioni del Commonwealth
- "911" nell'America del Nord
- "111" in Nuova Zelanda
- "119" in alcune parti dell'Asia
- "000" in Australia
- "101", "102", "103" (rispettivamente: pompieri, polizia, ambulanza) in Russia e Ucraina

Quando possibile, è preferibile utilizzare un apparecchio fisso per telefonare: la qualità della conversazione è migliore e la chiamata può facilmente essere localizzata (una chiamata di soccorso non può sortire alcun effetto se l'operatore non comprende da dove essa proviene).
La chiamata di emergenza dovrebbe avere il seguente svolgimento:
1. Presentarsi con nome e cognome.
2. Dare il numero del telefono dal quale si sta chiamando. In molti casi l'operatore può visualizzare il numero, ma è comunque preferibile lasciare un recapito per essere richiamati.
3. Dare la posizione esatta dell'evento, includendo il nome della città, la via e il numero civico ed eventualmente il nome presente sul citofono o sul campanello; se ci si trova lungo una strada fuori città, aggiungere dei punti di riferimento, la distanza e la direzione del senso di marcia.
4. Descrivere la situazione, specificare quali sono i danni e il numero delle persone coinvolte.
5. Se ci sono poche persone coinvolte, dare una descrizione delle loro condizioni generali (se sono coscienti o incoscienti, se respirano o meno).
6. Indicare quali gesti di primo soccorso sono stati già necessari.
7. Rispondere alle domande dell'operatore ed ascoltare le sue indicazioni.
8. Chi chiama deve sempre riagganciare per ultimo.

I numeri di emergenza non devono mai essere utilizzati per motivi non legati alle emergenze.

### In Italia
La chiamata di emergenza ha lo scopo di attivare il servizio 112, che può essere utilizzato in tutti i paesi dell'Unione europea in relazione alla richiesta di soccorso. Altri numeri essenziali sono il 1530 per l'emergenza in mare, il 1515 per la guardia forestale, il soccorso sanitario e vigili del fuoco. Inoltre la chiamata permette di informare le Autorità competenti nei casi stabiliti dalla legge (se non si fa ciò si incappa nel reato di omissione di soccorso).
La chiamata di emergenza è comunque opportuna in qualunque situazione nella quale si ravvisa un pericolo per la vita, per l'ordine pubblico, per cose ed animali. Ad esempio nei seguenti casi:
- una persona è incosciente e/o non respira bene (in alcuni casi arresto cardiaco)
- una persona sanguina copiosamente (emorragia)
- una persona è caduta o ha subito un trauma
- una persona è in uno stato di confusione mentale, non ricorda nulla o non riesce a parlare (ictus solo in alcuni casi)
- una donna sta per partorire
- una persona ha subito violenza
- una persona sta tentando o si teme che tenti il suicidio
- aggressione
- incidenti
- Malori

Inoltre la chiamata può essere fondamentale per prevenire incidenti quando ci si trova in una situazione di pericolo, ad esempio un veicolo fermo dietro una curva, oggetti pericolanti ecc.
L'emergenza è una situazione che rappresenta una minaccia immediata per la vita umana o per cose e animali, inoltre esiste un grado di urgenza che indica la priorità necessaria per affrontare le diverse situazioni nel caso gli infortunati siano più di uno.
La chiamata di emergenza deve essere fatta dopo la protezione e l'esame primario dell'infortunato e costituisce un anello della catena del soccorso.

## Colonnine di emergenza
Alcuni luoghi sono dotati di colonnine di emergenza, ad esempio le autostrade e alcune stazioni ferroviarie. In tali casi, l'operatore sa per certo da quale luogo si chiama ed è addestrato a suggerire ogni azione utile dal momento che conosce perfettamente l'ambiente.
Inoltre questo tipo di attrezzatura funziona indipendentemente dalla copertura del segnale di telefonia cellulare che in alcune zone rurali o nelle stazioni sotterranee non è ottimale.

## Radio
Se si ha accesso a un qualsiasi genere di radio bidirezionale, è possibile trasmettere le parole "EMERGENZA/EMERGENCY" seguite dalla propria posizione-altitudine, ubicazione geografica, punti noti visibili e di facile individuazione e dal genere di emergenza, il numero di persone coinvolte e la loro gravità. Questa procedura va ripetuta, con una pausa tra una trasmissione e l'altra per poter ricevere risposta. Spesso sul microfono è situato un pulsante che va premuto per parlare e rilasciato per ascoltare.
Nel caso si utilizzi una radio in banda nautica VHF, bisogna impostare il canale a "16" (156,800 MHz simplex) ed effettuare chiamata di soccorso obbligatoria "MAY-DAY"(vedi oltre). 
Per le radio CB si può provare a impostare il canale a "9" (riservato per le emergenze) o anche "19" (oppure canale 5 utilizzato dai camionisti). 
Su una radio di bordo di un aeroplano, si imposti la manopola su 121,5 MHz o 243,0 MHz e si faccia chiamata obbligatoria Mayday.
In banda VHF nelle zone alpine (in Italia nella sola regione Valle d'Aosta) si usa la frequenza 161.300 MHz con tono subaudio 123,0 Hz ("Canale E"), in simplex.
Dal 2008 è consuetudine su Alpi e Appennini l'impiego, da parte di escursionisti ed alpinisti, del Canale 8 con codice CTCSS 16 (della banda PMR-446, ovvero la frequenza 446,09375 MHz con tono subaudio 114,8 Hz), per scopi di sicurezza in montagna. Tale frequenza radio è usata per l'interscambio di informazioni di sicurezza tra più utenti della montagna a scopo preventivo (ad esempio per segnalare un pericolo oggettivo incontrato lungo un itinerario). Inoltre, in caso di malore, incidente o smarrimento, qualora non ci fosse segnale telefonico, lo stesso potrà essere usato per diramare una chiamata di emergenza; gli altri utenti presenti in zona che riceveranno la chiamata potranno allertare il Soccorso Alpino per loro, per poi fungere da tramite tra la centrale operativa degli organi di soccorso e il malcapitato. Tale canale, tra gli appassionati di montagna, è conosciuto come "CANALE 8-16", il cui corretto impiego è guidato dal Gruppo di Lavoro della "Rete Radio Montana".
In banda LPD 433 MHz UHF si usa il canale 8 con tono 0 (CTCSS).
Se la radio a disposizione è di un tipo non conosciuto, per prima cosa conviene fare un tentativo sulla frequenza o canale già impostato. Se non si riceve alcuna risposta entro qualche tentativo, si consiglia di annotare la frequenza corrente e provarne altre su cui sembrano esservi segnali, ritornando periodicamente alla frequenza iniziale.
La parola-chiave "Mayday" va usata solo a bordo di un'imbarcazione o di un aeroplano in immediato pericolo di naufragio o di collisione. Usarla in altre situazioni può mettere in pericolo le vite di operatori di emergenza distanti decine o centinaia di chilometri, poiché aeroplani ed elicotteri potrebbero rispondere a una chiamata di mayday con quantità limitate di combustibile a bordo, rischiando di precipitare nel tentativo di individuare la posizione del trasmittente e ciò ha causato a volte delle morti altrimenti evitabili.
In caso di emergenza, nel mondo anglosassone si usa l'espressione "Why PATSI" come espediente per memorizzare facilmente le informazioni importanti da comunicare in una chiamata:
- Why, Why - Perché stai chiamando
- Position, Posizione, al meglio delle tue capacità e cognizioni
- Altitude, Altitudine (se ti trovi in volo, su una montagna etc)
- Track, Direzione (in quale direzione stai andando, oppure indica se sei fermo)
- Speed, Velocità
- Intentions, Richieste (cosa è necessario e quale tipo di aiuto può esserti utile)

## Prendere contatto
Ci si potrebbe trovare a contattare una persona che si trova a centinaia di chilometri di distanza, che non conosce la zona. Potrebbe quindi essere richiesto al chiamante di indicare la propria posizione. In area urbana si consiglia di comunicare un indirizzo, un esercizio commerciale nelle vicinanze o un incrocio tra due vie. In aree rurali si possono fornire le seguenti informazioni: un numero di autostrada e un'uscita, coordinate da mappa o da GPS se il tempo a disposizione lo consente, o il percorso dalla posizione del chiamante al luogo noto o caratteristico più vicino.
Al chiamante sarà richiesto di dichiarare la natura dell'emergenza. Saranno poste parecchie domande, molte delle quali potrebbero sembrare irrilevanti. Il chiamante dovrebbe rispondere a tutte e rimanere in linea finché l'operatore non riaggancia o comunica la fine della conversazione. Possono essere fornite infatti indicazioni su come procedere nell'attesa del soccorso, essere messi in comunicazione con personale sanitario o semplicemente ricevere un riscontro sulle tempistiche previste.

## Segnali di emergenza in aree isolate
Gli altri segnali di emergenza e di pericolo si utilizzano prevalentemente nelle aree rurali o isolate.  Tra queste l'"SOS" (in codice morse: ...---...) o qualunque cosa in gruppi o triangoli di tre — traccianti, colpi d'arma da fuoco, fari ecc.  L'addestramento alla sopravvivenza comprende segnali idonei per attirare gli aerei di passaggio con bagliori, specchi o segni realizzati sul terreno o sulla neve. È importante che tali segnali siano utilizzati esclusivamente in situazioni di reale emergenza e distrutti quando la loro funzione non è più necessaria, dal momento che i piloti corrono dei rischi alquanto elevati nell'individuazione e nel soccorso a terra.
In zone montuose il segnale di soccorso alpino consiste nell'inviare un segnale ottico (lampi emessi con la torcia) o acustico (per esempio fischi fatti con un fischietto) ripetuto per sei volte nell'arco di un minuto. Il segnale va ripetuto, con pause di un minuto fino a quando non giunge una risposta. Questa consiste un segnale ottico o acustico fatto per tre volte nell'arco di un minuto che normalmente significa che le squadre di soccorso specializzate sono state informate. Anche dopo aver ricevuto una risposta, la trasmissione del segnale di pericolo non deve essere interrotta, in quanto sarà di ausilio ai soccorritori nell'individuare il luogo dell'emergenza.

## Segnale di aiuto della violenza domestica
Il segnale di aiuto della violenza domestica è un gesto con una mano sola che può essere utilizzato da una persona per avvisare gli altri che si sentono minacciati e hanno bisogno di aiuto durante una videochiamata o di persona. Il segnale viene eseguito tenendo la mano in alto con il pollice piegato nel palmo, quindi piegando le altre dita verso il basso, intrappolando simbolicamente il pollice tra le dita.